# Aquila Basket Trento 2013-2014
La stagione 2013-2014 dell'Aquila Basket Trento si conclude con la conquista dei playoff e successivamente del titolo di Lega Gold che gli permetterà di militare in serie A l'anno successivo.
Giocatori:
|  | Giocatore                         | Naz.      | N  | Ruolo   |
|  | --------------------------------- | --------- | -- | ------- |
|  | Brandon Triche                    | USA       | 4  | GUARDIA |
|  | Davide Pascolo                    | ITA       | 7  | ALA     |
|  | Filippo Baldi Rossi               | ITA       | 8  | CENTRO  |
|  | Andrés Forray                     | ITA / ARG | 10 | PLAY    |
|  | Simone Fiorito                    | ITA       | 11 | ALA     |
|  | Lorenzo Molinaro                  | ITA       | 12 | ALA     |
|  | Davide Poltroneri                 | ITA       | 13 | ALA     |
|  | Walter Santarossa (da Marzo 2014) | ITA       | 14 | ALA     |
|  | B.J. Elder                        | USA       | 20 | ALA     |
|  | Luca Lechthaler                   | ITA       | 25 | CENTRO  |
|  | Marco Spanghero                   | ITA       | 45 | PLAY    |

Allenatore: Maurizio Buscaglia